# 吹雪の夜
『吹雪の夜』（ふぶきのよる）（原題：Herr Arnes pengar、英語: Sir Arne's Treasure）は、マウリッツ・スティッレルが監督した1919年のモノクロ無声のスウェーデンの映画。
ヴィクトル・シェストレムと共にスウェーデンのサイレント映画の産業的隆盛期に同じ会社で働き、作品の質の高さでスウェーデンの映画の芸術的黄金期にしたマウリッツ・スティッレル監督の最高傑作の一つである。

## ストーリー
スウェーデンの田舎に住まうサー・アルネは元々僧侶だったが不正な財宝で金持ちになった経緯があり、村人たちからいつか罰が当たるとうわさされていた。その後、アルネの家から火の手が上がり、夫妻と娘のひとりが死亡する。もう一人の娘のエルサリルは身寄りを失い、漁夫のトラリンに引き取られた。やがて、彼女はアーチー卿と恋に落ちるが、その人こそ彼女の家族を死に追いやった者だった。アーチー卿は彼女を連れて逃走するが、彼を追っていた役人が誤ってエルサリルを殺してしまう。

## キャスト
- エルサリル - アルネ家の養女で孤児になる：マリー・ヨンソン
- アーチー卿 - 脱走したスコットランドの傭兵、財宝を奪って貴族のふりをする：リチャード・ランド
- トラリン - 漁夫でエルサリルを引き取る：アクセル・ニルソン
- カトリ - トラリンの妻：ジェニー・オールストローム＝エベセン
- アルネ - 不正な財宝で金持ちになった僧侶、エルサリルの養父：ヤルマル・セランデル
- アルネの妻：コンコルディア・セランダー
- ベルギルド - アルネの姪：ワンダ・ロスガルト
- フィリップ卿 - アーチーと共に逃げる傭兵：エリック・ストックラッサ
- ドナルド卿- アーチーと共に逃げる傭兵：バーガー兄弟

## スタッフ
- 監督：マウリッツ・スティッレル
- 脚本：マウリッツ・スティッレル、グスタフ・モランデル
- 原作：セルマ・ラーゲルレーフ
- 撮影：ジュリアス・ジャンソン
- 音楽：ヘルマー・アレクサンダーソン

## 製作
- 小説は1903年に書かれ、初めはヴィクトル・シェストレムが監督する予定だったが、別の仕事に追われたので、親友のスティッレルが監督することになった。脚本はのちにイングリッド・バーグマンを育てた監督として有名なグスタフ・モランデルで、あとからスティッレルが協力して現在の形にした。
- 撮影は、1919年の2月から5月にかけて行われた。氷に閉ざされた船をめぐるシーンはストックホルムの約50キロ北東付近の入江や島と島の間で撮影された。冒頭の戦闘シーンは、スウェーデンの北部ロケだが、他はおおむねストックホルムの東の郊外のリーディング島にある撮影所のセットと、周辺の凍った海の上で撮影された。[2]。

## 公開・批評
- 封切は、その年の1919年の9月22日にストックホルム、ヨーテボリ、マルメの三大都市で一斉に公開され、海外へも輸出され、スウェーデン映画の芸術的名声を高めた。
- 物語は超自然的で、神秘的な要素が溢れており、巧みな二重露光の技法によって、スウェーデン映画の神秘主義的な傾向の代表作の一つと言われている[2]。